# Cryptaphodius excavatus
Cryptaphodius excavatus är en skalbaggsart som beskrevs av Schmidt 1916. Cryptaphodius excavatus ingår i släktet Cryptaphodius och familjen Aphodiidae. Inga underarter finns listade i Catalogue of Life.